# Jules-Albert de Dion

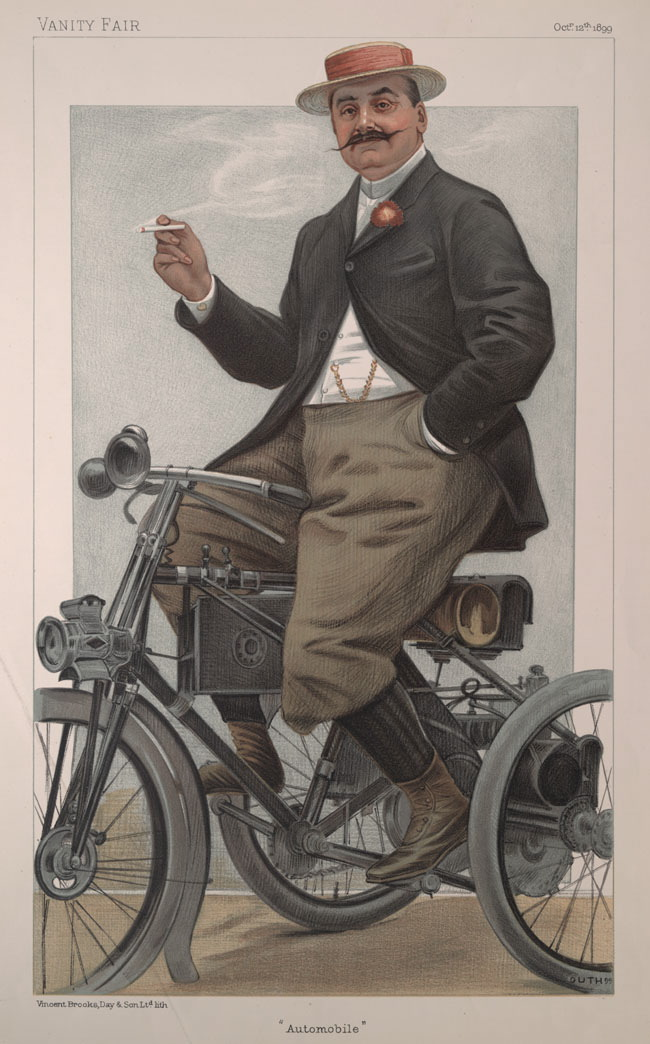
"Automobile". Caricatura per Guth publicada a la revista Vanity Fair el 1899.

Jules-Albert de Dion   (Nantes, 10 de març de 1856 - 16è districte de París i París, 19 d'agost de 1946) nom abreujat de Jules Félix Philippe Albert de Dion de Wandonne va ser un pioner en la indústria de l'automòbil a França.

## Biografia
Jules-Albert provenia d'una família de la noblesa francesa, l'any 1901 succeí el seu pare Louis Albert William Joseph de Dion de Wandonne com a comte i més tard com marquès. Tenia passió per la mecànica i l'any 1881 ja havia construït un motor de vapor.
Durant 1883 ell i dos socis més van formar el que més tard esdevindria Companyia d'automòbils De Dion-Bouton que va ser la fàbrica més gran d'automòbils durant cert temps. L'any 1884 van construir La Marquise amb rodes davanteres dirigibles i la direcció a les rodes del darrere.
El tub de Dion (o 'eix mort') el va inventar en realitat el seu soci Trépardoux.
L'any 1898 de Dion fundà la mostra d'automòbils a París, Mondial de l'Automobile.
La primera cursa d'automòbils va tenir lloc el 22 de juliol de 1894, organitzada pel diari parisenc Le Petit Journal. Va fer 122 km entre París i Rouen Jules-Albert de Dion la va guanyar però no va rebre el premi perquè el seu automòbil de vapor requeria un fireman.
Dion va tenir un fort enfrontament amb el diari Le Vélo a causa de l'afer Dreyfus, pel seu posicionament contrari a Alfred Dreyfus. Com a conseqüència retirà tota la publicitat del diari i liderà, juntament amb Édouard Michelin i Adolphe Clément, la creació l'any 1900 d'un nou diari anomenat L'Auto-Vélo, el qual més tard seria el creador del Tour de França i fou la llavor del diari L'Équipe.

## Política
Políticament Dion va ser d'extrema dreta i contrari a Dreyfuss
- Conseller general del cantó de Carquefou de 1899 à 1934
- Diputat del Loire-Inférieure de 1902 a 1923.
- Defensor aferrissat de l'Església catòlica i va ser arrestat quan les congregacions religioses van ser expulsades.
- Senador de Loire-Inférieure de 1923 a 1940. Es va abstenir en la votació per atorgar plens poders al marical Philippe Pétain el 10 de juliol de 1940 i va proclamar el deure de resistir després de l'armistici de 22 de juny de 1940.[4]